# Heinrich Hubert Houben
Heinrich Hubert Houben [spr. 'hu:bn] (* 30. März 1875 in Aachen; † 27. Juli 1935 in Berlin) war ein deutscher Literaturwissenschaftler und Publizist.

## Leben
Houben machte 1893 in Düsseldorf das Abitur, studierte anschließend Germanistik, Philosophie und Geschichte in Bonn, Berlin und Greifswald und promovierte 1898 mit einer Arbeit Studien über die Dramen Karl Gutzkows. Er war 1897–1898 als Redakteur der Düsseldorfer Neuesten Nachrichten tätig, lehrte von 1898 bis 1905 an der Humboldt-Akademie, der Lessing-Hochschule und der Schule des Deutschen Theaters in Berlin, war von 1907 bis 1919 Mitarbeiter des Verlages F.A. Brockhaus in Leipzig, von 1919 bis 1921 Direktor der literarischen Abteilung des Leipziger Messeamtes und 1921–1923 literarischer Direktor des Deutschen Verlages in Berlin. Hier lebte er seit 1923 bis zu seinem Tod als freier Publizist. Seit 1916 trug Houben den Professorentitel, der ihm vom Sächsischen Kultusministerium verliehen worden war.

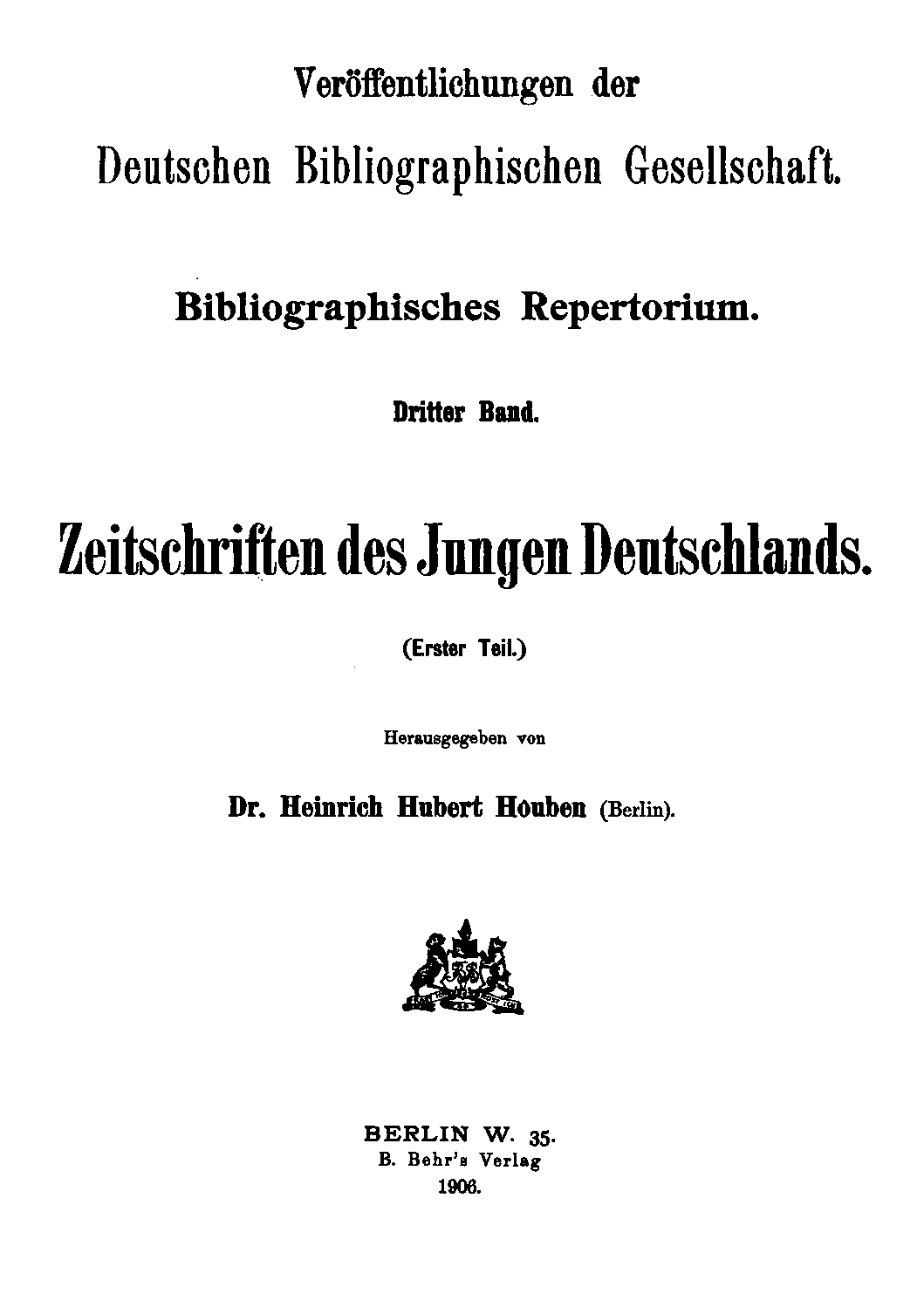

Zu Houbens Forschungsschwerpunkten zählten vier Bereiche:
- Die Literatur des Jungen Deutschland (hier besonders Karl Gutzkow, Heinrich Laube und Heinrich Heine),
- Goethe und sein Umfeld (besonders Johann Peter Eckermann, Ottilie von Goethe, Frédéric Soret),
- die Geschichte der Zensur und
- Zeitschriftenbibliographie. Auf dem Gebiet literaturwissenschaftlicher Dokumentation galt und gilt er als Pionier.

Houben war 1902 Gründer und bis 1907 Sekretär der Deutschen Bibliographischen Gesellschaft in Berlin, die zahlreiche Repertorien für Periodika des 19. Jahrhunderts (Almanache der Romantik, Zeitschriften des Jungen Deutschland, Sonntagsbeilage der Vossischen Zeitung) und andere Quellenwerke erarbeitet hat, etwa 1905 ein Register zu den Tagebüchern Varnhagens. Houben war einer der ersten Wissenschaftler in Deutschland, der literatur-, theater- und kulturhistorisch bedeutende Periodika des 19. Jahrhunderts systematisch und archivalisch erschloss und ihren Inhalt zugänglich machte.
Darüber hinaus spürte Houben mehrere verborgene Schriftstellernachlässe oder Teilnachlässe auf und entdeckte unter anderem die für die Goetheforschung bedeutenden Weimarer Tagebücher von Frédéric Soret, die er 1929 veröffentlichte. Er legte umfangreiche Sammlungen von Autographen und Briefabschriften an, darunter eine viele Tausend Briefe umfassende Gutzkow-Sammlung, die sich heute in der Universitätsbibliothek Frankfurt am Main befindet, sowie eine Sammlung von Briefen Heinrich Laubes. Ferner hat er in Staatsarchiven mit der Sichtung von Zensurakten vornehmlich des 19. Jahrhunderts Grundlagenforschung für sein Werk „Verbotene Literatur“ geleistet. Als Herausgeber mehrerer Einzel- und Werkausgaben (darunter eine fünfzigbändige Laube-Ausgabe), mit biographischen Monographien, Aufsätzen und Quellenwerken hat Houben ein vielfältiges literaturwissenschaftliches Lebenswerk hinterlassen.
In späteren Jahren hat Houben Reiseberichte bearbeitet (u. a. Werke von Sven Hedin) und geschrieben, die hohe Auflagen erreichten und in mehrere Sprachen übersetzt wurden.
Houben war seit dem 3. April 1902 mit Martha Müller (1874–1951) verheiratet, die als Schriftstellerin, Kinder- und Jugendbuchautorin unter dem Namen Martha Granow bzw. Martha Houben-Granow publizierte. Aus der Ehe gingen drei Kinder hervor.
Bestattet wurde Houben 1935 auf dem römisch-katholischen St. Michael-Friedhof in Berlin-Neukölln. Die Grabstätte existiert heute nicht mehr.

## Werke (Auswahl)
Zumeist publizierte Houben seine Werke als „H. H. Houben“.
- Gutzkow-Funde. Beiträge zur Litteratur- und Kulturgeschichte des neunzehnten Jahrhunderts. Wolff, Berlin 1901
- Emil Devrient. Sein Leben, sein Wirken, sein Nachlass. Ruetten u. Loening, Frankfurt a. M. 1903. Digitalisat.
- (Hrsg.) Bibliographisches Repertorium – Veröffentlichungen der Deutschen Bibliographischen Gesellschaft, 6 Bde. Berlin: B. Behr’s Verlag 1904–1912 Inhalt und Digitalisate bei Wikisource
- Heinrich Laubes Leben und Schaffen. Sonderabdruck aus: Heinrich Laubes ausgewählte Werke in zehn Bänden. Hesse, Leipzig 1905
- Zeitschriften des Jungen Deutschlands. 2 Bde. Behr, Berlin 1905–1909. (= Veröffentlichungen der Deutschen Bibliographischen Gesellschaft. Bd. 4–5. Bibliographisches Repertorium. Bd. 3–4.)
- (Hrsg.) Karl Gutzkows ausgewählte Werke in zwölf Bänden. Hesse, Leipzig um 1908.
- (Hrsg.) Heinrich Laubes gesammelte Werke in fünfzig Bänden. Unter Mitwirkung von Albert Hänel. Hesse, Leipzig 1908–1909
- Jungdeutscher Sturm und Drang. Ergebnisse und Studien. Brockhaus, Leipzig 1911.
- Hier Zensur – wer dort? Antworten von gestern auf Fragen von heute. Brockhaus, Leipzig 1918. Digitalisat.
Nachdruck Reclam, Leipzig 1990. (= Reclams Universal-Bibliothek. Bd. 1340. [Nachdruck der Ausgaben von 1918 u. 1924. Mit einem Nachwort von Günter de Bruyn.])
- Verbotene Literatur von der klassischen Zeit bis zur Gegenwart. Ein kritisch-historisches Lexikon über verbotene Bücher, Zeitschriften und Theaterstücke, Schriftsteller und Verleger. 2 Bde., Rowohlt, Berlin 1924; (Bd. 2:) Schünemann, Bremen 1928. (Nachdruck: Olms Verlag 1992, ISBN 3-487-01027-5). Digitalisierte Ausgabe der beiden Bände von 1924 der Universitäts- und Landesbibliothek Düsseldorf
- Johann Peter Eckermann. Sein Leben für Goethe. Nach seinen neuaufgefundenen Tagebüchern und Briefen dargestellt. 2 Bde., Haessel, Leipzig 1925–1928
- Kleine Blumen, kleine Blätter aus Biedermeier und Vormärz. Ein Strauß zu meinem 50. Geburtstag. Rauch, Dessau 1925
- (Hrsg.) Gespräche mit Heine. Erstausgabe 1926. Rütten und Löning, Potsdam 1948.
- Polizei und Zensur. Längs- und Querschnitte durch die Geschichte der Buch- und Theaterzensur. Gersbach, Berlin 1926.
- Der Ruf des Nordens. Abenteuer und Heldentum der Nordpolfahrer. Wegweiser-Verlag, Berlin 1927.
- Damals in Weimar. Erinnerungen und Briefe von und an Johanna Schopenhauer. Zweite, erweiterte Auflage. Leipzig [1929]. (DNB 574675353).  Digitalisat.
- Frédéric Soret. Zehn Jahre bei Goethe. Erinnerungen an Weimars klassische Zeit 1822–1832. Aus Sorets handschriftlichem Nachlaß, seinen Tagebüchern und seinem Briefwechsel zum ersten Mal zusammengestellt, übersetzt und erläutert von H. H. Houben. Brockhaus, Leipzig 1929. Digitalisat.
- Der polizeiwidrige Goethe. Grote, Berlin 1932.
- Sturm auf den Südpol. Abenteuer und Heldentum der Südpolfahrer Ullstein Verlag, Berlin 1934.
- Die Rheingräfin. Das Leben der Kölnerin Sibylle Mertens-Schaaffhausen. Dargestellt nach ihren Tagebüchern und Briefen. Mit einem Nachruf auf H. H. Houben von Hanns Martin Elster. Essener Verlagsanstalt, Essen 1935.[1]
- Hier Zensur – Wer dort? Antworten von gestern auf Fragen von heute. Der gefesselte Biedermeier. Literatur, Kultur, Zensur in der guten, alten Zeit. (Reclams Universal-Bibliothek, 1340). Philipp Reclam jun., Leipzig 1990, ISBN 3-379-00532-0.